# Terre-Natale
Terre-Natale ist eine ehemalige französische Gemeinde im Département Haute-Marne. 2012 wurde sie aufgelöst.

## Bestand
Die Gemeinde entstand 1972 aus den drei zuvor bestehenden Gemeinden Varennes-sur-Amance, Champigny-sous-Varennes und Chézeaux, wovon Varennes der größte Ort und damit auch Sitz der neuen Gemeindeverwaltung war. Die neue Gemeinde wurde auch Hauptort des Kantons Terre-Natale, der zuvor unter dem Namen Kanton Varennes-sur-Amance existierte und dessen Hauptort Varennes war. Durch den Austritt von Champigny-sous-Varennes, das 1986 seinen Gemeindestatus wiedererlangte, reduzierte sich Terre-Natale auf Varennes und Chézeaux. Am 1. Januar 2012 wurden diese wieder eigenständig und die Gemeinde Terre-Natale damit aufgelöst.

### Bevölkerungsentwicklung
| Jahr      | 1975 | 1982 | 1990 | 1999 | 2006 |
| Einwohner | 628  | 583  | 444  | 443  | 400  |